# Xã Roseville, Quận Traill, Bắc Dakota
Xã Roseville (tiếng Anh: Roseville Township) là một xã thuộc quận Traill, tiểu bang Bắc Dakota, Hoa Kỳ. Năm 2010, dân số của xã này là 109 người.